# Cheek to Cheek
"Cheek to Cheek" är en låt av den svenska rockgruppen Sahara Hotnights inspelad för deras fjärde studioalbum, What If Leaving Is a Loving Thing (2007). Låten gavs ut som den första singeln från albumet den 31 januari 2007 via iTunes Store, följt av en fysisk CD-version den 5 juni. Låten skrevs av bandmedlemmarna Maria Andersson och Josephine Forsman, och producerades i samarbete med Björn Yttling. Musiken bygger på ett gitarriff som svarar till sången i refrängen. Saxofonsolot i låten spelas av Nils Berg.
Låten blev en framgångsrik singel i Sverige, med en 10:e plats på Sverigetopplistan som bäst. Musikvideon som följde regisserades av Marcus Engstrand.

## Låtlista
1. "Cheek to Cheek" – 3:18

## Medverkande
Sahara Hotnights
- Maria Andersson – sång, gitarr
- Jennie Asplund – gitarr
- Johanna Asplund – bas
- Josephine Forsman – trummor

Övriga musiker
- Nils Berg – saxofon
- John Eriksson – slagverk
- Thomas Tjärnkvist – akustisk gitarr
- Björn Yttling – piano

Produktion
- Janne Hansson – ljudtekniker
- Henrik Jonsson – mastering
- Sahara Hotnights – producent
- Lasse Mårtén – ljudtekniker, ljudmix
- Walse Custom Design – formgivning
- Björn Yttling – producent, ljudtekniker, ljudmix

Källa

## Listplaceringar
| Lista (2007–08)             | Högsta position |
| --------------------------- | --------------- |
| Sverige (Sverigetopplistan) | 10              |